# Estadio Steel Yard
El Estadio Steel Yard, es un estadio de fútbol ubicado en Pohang, Corea del Sur, es el recinto donde hace las veces de local el equipo Pohang Steelers de la K-League, el estadio construido en 1990 poseía una capacidad inicial para unas 25 000 personas de a pie, pero luego su capacidad se redujo a la actual de 20 000 pero todos sentados, por lo que el estadio está habilitado para albergar finales de competiciones de la Confederación Asiática de Fútbol.
El Steelyard abrió sus puertas el 1 de noviembre de 1990 como primer estadio construido específicamente para el fútbol en la República de Corea. El recinto, con capacidad para 25 000 espectadores y erigido en el centro del Complejo Siderúrgico de la POSCO, alberga a un público apasionado, famoso por el ambiente que genera. En 2005 se llevó a cabo una importante remodelación, que afectó desde el césped hasta los vestuarios y el sistema de megafonía. La inclinada segunda cubierta del estadio permite a los asistentes seguir las jugadas desde cerca, independientemente de dónde estén ubicados.